# Ilex guangnanensis
Ilex guangnanensis là một loài thực vật có hoa trong họ Aquifoliaceae. Loài này được C.J. Tseng & Y.R. Li mô tả khoa học đầu tiên năm 1985.